# Federazione di rugby a 15 della Bosnia ed Erzegovina
La Federazione Rugby XV della Bosnia ed Erzegovina è l'organo che governa il Rugby a 15 in Bosnia ed Erzegovina.
Affiliata all'International Rugby Board, è inclusa fra le nazionali di terzo livello senza esperienze di Coppa del Mondo.